# Sasaguri
Sasaguri (篠栗町, Sasaguri-machi) est un bourg du district de Kasuya, dans la préfecture de Fukuoka, au Japon.

## Géographie

### Démographie
Au 1er août 2014, la population de Sasaguri s'élevait à 31 046 habitants répartis sur une superficie de 38,90 km2.